# Un cavallo per la strega
Un cavallo per la strega (The pale horse) è uno dei romanzi gialli di Agatha Christie, stampato dalla Arnoldo Mondadori Editore nella collana Il Giallo Mondadori con il numero 725, la cui prima pubblicazione italiana avvenne il 23 dicembre 1962.

## Trama
Una donna moribonda, la signora Davis, si confessa con un prete cattolico, ed oltre a raccontargli dei suoi peccati gli fornisce una lista di nomi ed un terribile segreto. Prima che il reverendo possa fare qualcosa, però, viene ucciso nella nebbia. Mentre la polizia comincia a investigare, il giovane protagonista raccoglie una serie di indizi che portano tutti ad uno stesso diabolico piano. Mark Easterbrook, il protagonista del libro, mentre si trova in un pub di Chelsea vede due ragazze picchiarsi, ed una delle due strappa all'altra una manciata di capelli fino alla radice. Poco tempo dopo questa scena il giovane scopre che una delle due ragazze, Thomasina Tuckerton, è morta. A pranzo con un'amica, Poppy Stirling sente la giovane riferirsi a qualcosa di nome Cavallo Pallido, ma la giovane si spaventa subito e non dice più niente dell'argomento.
Quando Mark incontra il medico della polizia, Corrigan, quest'ultimo gli racconta della lista di nomi trovata in una scarpa di padre Gorman. Questa lista include i nomi della madrina di Mark, Lady Hesketh-Dubois, che è morta recentemente per cause che sembravano naturali, e di Thomasina Tuckerton, e tutto ciò induce Mark a temere che la lista comprenda persone che sono morte o stanno per esserlo. Mark poi si reca con Ariadne Oliver, la famosa scrittrice di gialli, ad una festa di villaggio organizzata da sua cugina. Mark conosce poi un signore in sedia a rotelle, Venables, una persona molto ricca e di cui non si riescono a capire i motivi di tale benessere economico. Il gruppetto si reca poi ad una casa ricavata da una vecchia locanda, il Cavallo Pallido, in cui adesso abitano tre moderne streghe, e Mark discute con una di loro, Thyrza Grey, della possibilità di uccidere a distanza. Ripensandoci, a Mark sembra che la donna abbia cercato di promuovere un servizio che gli offrirebbe volentieri.
Nel frattempo la polizia continua ad investigare sull'omicidio del prete, e scopre l'esistenza di un testimone, Zacharia Osborne, il farmacista, che ha visto un uomo seguire padre Gorman poco prima dell'omicidio. Più tardi, l'uomo chiama la polizia per riferire di aver visto l'inseguitore del prete, su di una sedia a rotelle: è Venables. Si scopre poi che Venables ha sofferto di polio e per questo non è in grado di camminare, ma Osborne continua ad essere certo di aver visto lui quella sera e comincia a suggerire dei modi in cui avrebbe potuto fingere la sua invalidità. La ragazza di Mark non prende sul serio le sue preoccupazioni, e per questo lui comincia a non volerle più bene. Riceve invece aiuto da Ariadne Oliver, e dalla moglie del vicario, la signora Dane Calthrop, e conosce una ragazza di nome Ginger Corrigan, che abita nella zona del Cavallo Pallido e riesce a scoprire da Poppy qualcosa di più su questa misteriosa organizzazione, ed un indirizzo a Birmingham. Là Mark conosce il signor Bradley, un avvocato che gli spiega che il Cavallo Pallido può uccidere le persone senza infrangere la legge.
Con il beneplacito dell'Ispettore Lejeune e l'aiuto di Ginger, Mark accetta di fingere di desiderare l'omicidio della sua prima moglie, interpretata dalla ragazza. Così torna di nuovo al Cavallo Pallido e assiste ad alcuni rituali durante i quali Thyrza sembra aver incanalato uno spirito maligno attraverso un apparecchio elettrico. Poco dopo, Ginger si ammala e rischia di morire. Disperato, Mark si rivolge di nuovo a Poppy, che menziona una sua amica, Eileen Brandon, che è andata via da un'associazione che sembra collegata al Cavallo Pallido. Mark va a trovare la signora, che rivela che sia lei che la signora Davis lavoravano per l'organizzazione, che scopriva quali cibi, cosmetici, e medicine usano determinati gruppi di persone.
La signora Oliver contatta Mark per dargli un altro indizio che ha raccolto: un'altra vittima del Cavallo Pallido, Mary Delafontaine, ha perso i capelli durante la malattia. La stessa cosa è accaduta a Lady Hesketh-Dubois, e i capelli di Thomasina erano venuti via facilmente durante la zuffa con l'altra ragazza. Per di più, anche Ginger comincia a perdere i capelli. Mark capisce che sono tutti sintomi non di una maledizione stregonesca, ma di un avvelenamento da tallio. Alla fine del romanzo scopriamo che la mente organizzatrice dietro il Cavallo Pallido era Osborne, l'elemento della magia nera era un depistaggio, mentre i veri omicidi erano commessi rimpiazzando degli oggetti in possesso delle vittime con altri identici ma contaminati dal tallio. Lo sciocco tentativo di Osborne di dare la colpa dell'omicidio del prete a Venables è stato il suo errore fatale.

## Personaggi
- Mark Easterbrook, scrittore
- Hermia Redcliffe, bella e colta ereditiera
- Ariadne Oliver, autrice di libri gialli
- Lejeune, ispettore della polizia
- Jim Corrigan, medico della polizia
- Ginger Corrigan, restauratrice di quadri
- Poppy Stirling, commessa in un negozio di fiori
- Zachariah Osborne, farmacista
- Venables, ricco possidente
- Thyrza Grey, una strega
- Sybil Stamfordis, una medium
- Bella Webb, cuoca del Cavallo Pallido e auto-proclamata "strega"
- C.R. Bradley, l'uomo delle "scommesse"
- Maud Dane Calthrop, moglie del pastore del paese e confidente di Mark [1].

## Adattamenti televisivi
- Un cavallo per la strega (The Pale Horse), 1997, regia di Charles Beeson con Colin Buchanan, Jayne Ashbourne, Hermione Norris e Leslie Phillips.[2]
- Un cavallo per la strega (The Pale Horse), 2010, regia di Andy Hay con Julia McKenzie, Nicholas Parsons, Lynda Baron e Elizabeth Rider.[3] - Adattamento per la serie televisiva Miss Marple della ITV[4].
- La morte a cavallo (Le Cheval pâle), 2016, regia di Olivier Panchot[5] - Adattamento per la serie francese Little Murders by Agatha Christie.
- Un cavallo per la strega (The Pale Horse), 2020, regia di Leonora Lonsdale con Kaya Scodelario, Georgina Campbell, Rufus Sewell e Sean Pertwee - Miniserie televisiva britannica.[6]

## Edizioni
- Agatha Christie, Un cavallo per la strega, traduzione di Lidia Ballanti, collana Il Giallo Mondadori, Mondadori, 1998,  p. 183, ISBN 88-04-39736-5.

## Curiosità
- In questo romanzo compaiono di nuovo il maggiore Despard e sua moglie Rhoda, già presenti in Carte in tavola e la signora Dane Calthrop comparsa in Il terrore viene per posta.
- È uno dei romanzi in cui compare il personaggio di Ariadne Oliver, ma, in questo caso, non affianca il celebre Poirot.
- L'avvelenamento da tallio descritto in questo romanzo è stato utilizzato, anni dopo la pubblicazione, da un assassino inglese (Graham Frederick Young). Sembra che quest'evento sconvolse non poco la Christie pur non essendoci sufficienti prove ad affermare che sia stata proprio la sua opera ad influenzare le modalità del crimine.